# FVA-2
Die FVA-2 Blaue Maus war ein deutsches Segelflugzeug und die zweite Konstruktion der Flugwissenschaftlichen Vereinigung an der Technischen Hochschule in Aachen.

## Entwicklung
Die FVA-2 wurde von Wolfgang Klemperer für die Teilnahme am II. Rhönwettbewerb von 1921 entworfen und lehnte sich eng an ihre Vorgängerin, den „Schwatzen Düvel“ von 1920, an. Die Tiefdeckerkonfiguration wurde beibehalten und als Baumaterial für das Rumpf- und Tragflächengerüst wiederum Holz und Bambus verwendet; als Verkleidung diente Stoff und Pappe. Wert wurde auf die Verringerung des Gewichts gelegt, sodass die Blaue Maus um etwa neun Kilogramm leichter ausfiel. Neu war die tiefer in den Rumpf integrierte Sitzposition des Piloten, der beim Schwatzen Düvel mit dem gesamten Oberkörper im Luftstrom saß. Eine weitere Neuerung war die erstmalige Verwendung von zwei Fluginstrumenten, eines Geschwindigkeitsmessers sowie eines „Beanspruchungsmessers“, der eine vertikale Beschleunigung beim Einwirken von Auf- oder Abwinden anzeigte.
Der Wettbewerb begann auf der Wasserkuppe am 10. August 1921 und bis zum 20. August gelangen Klemperer, der gleichzeitig Konstrukteur und Pilot des Flugzeugs war, mit der FVA-2 fünf Flüge, bei denen er Überhöhungen von bis zu zehn Metern erzielte. Zum Ende des Wettbewerbs erreichte er am 25. August eine Flugweite von 2580 m und landete nach 5:30 min Flugzeit bei Poppenhausen. Im Vergleich zu seiner mit dem Schwatzen Düvel im Vorjahr erreichten Weite von 1830 m war das eine beachtliche Verbesserung, jedoch war der von Arthur Martens gesteuerte Vampyr zwei Tage zuvor in 5:33 min 3580 m nach Obernhausen und damit Weltrekord geflogen. Mit diesen Ergebnissen war die II. Rhön zwar offiziell beendet, doch viele der Teilnehmer setzten die Flüge fort, so auch Klemperer, der am 30. August gegen 13:50 Uhr startete und im Aufwind auf etwa 100 m Höhe steigen konnte. Im Anschluss gelang es ihm, 13:03 min in der Luft zu bleiben und nach 5000 m bei Gersfeld zu landen. Diesmal wurde der Flug als Dauer- und Streckenrekord anerkannt, doch bereits am 5. September stellte Martens ihn mit dem Vampyr, der nunmehr die Richtung des Segelflugzeugbaus vorgab, mit 7500 m wieder ein.

## Technische Daten

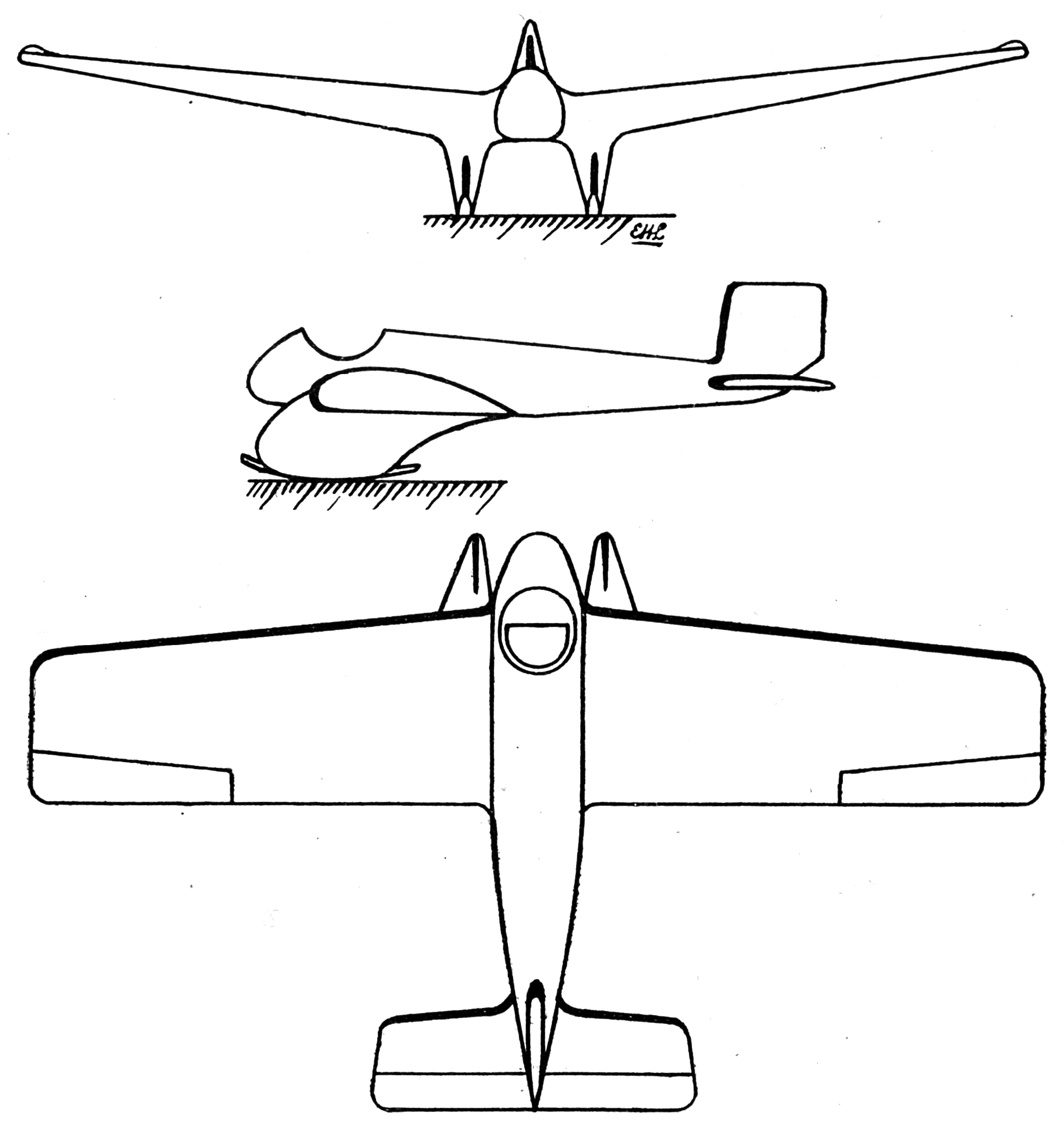
Dreiseitenansicht des Schwatzen Düvels, dem Vorläufer der Blauen Maus

| Kenngröße         | Daten     |
| ----------------- | --------- |
| Besatzung         | 1         |
| Spannweite        | 9,70 m    |
| Länge             | 6,00 m    |
| Flügelfläche      | 15,50 m²  |
| Flügeltiefe       | 1,70 m    |
| Flügelstreckung   | 6,0       |
| Flächenbelastung  | 8,3 kg/m² |
| Leermasse         | 53,0 kg   |
| Zuladung          | 75 kg     |
| Startmasse        | 128,0 kg  |
| geringstes Sinken | ca. 1 m/s |
| Profil            | Gö 442    |